# Pristilepis oligolepis
El candil caraespinosa es la especie Pristilepis oligolepis, la única del género Pristilepis, un pez marino de la familia holocéntridos, que en el océano Índico se encuentra en la isla de Reunión y en la costa occidental de Australia, mientras que en el océano Pacífico se le puede encontrar en Japón, isla de Pascua, archipiélago de Hawái y en mayor o menor medida por toda la Polinesia.

## Anatomía
Con una forma muy similar a la de otras especies de esta familia, la longitud máxima que alcanza es de 30 cm. De color naranja rojizo, cada escama con punto blanco van dibujando líneas blancas longitudinales de puntos blancos. Tiene 12 espinas en la aleta dorsal y 4 espinas en la aleta anal.

## Hábitat y biología
Vive en aguas tropicales asociado a arrecifes, en un rango de profundidad entre 14 y 220 m. De costumbres bentopelágicas, pasa el día escondido en agujeros del arrecife, de los que sale sólo de noche para cazar.

## Importancia para el hombre
Se pesca con poca importancia comercial, se vende fresco con un precio intermedio.